# El Castellar Gran
El Castellar Gran és una muntanya de 532 m d'altitud que està situada a ponent del terme municipal d'Espolla, a l'Alt Empordà. Separa les valls de l'Anyet i de l'Orlina. Al capdamunt d'aquesta muntanya hi ha les restes d'un castell visigòtic, d'aquí segurament prové el seu nom, així com un vèrtex geodèsic de l'Institut Geogràfic Nacional (referència 309077001). És una muntanya doble perquè presenta dos cims, que són anomenats el Castellar Gran i el Castellar Petit. Aquesta muntanya domina el paisatge del poble d'Espolla i n'és un dels símbols naturals, per bé que va quedar inclòs en el camp de tir militar que hi ha al poble veí de Sant Climent Sescebes.